# Anne Hidalgo
Anne Hidalgo, született Ana María Hidalgo Aleu (San Fernando, 1959. június 19. –) spanyol-francia származású szocialista párti francia politikus, 2014 óta Párizs polgármestere.

## Életpályája
Szülei: Antoine Hidalgo és Maria Aleu. Házastársa: Jean-Marc Germain (2004 óta) Gyermekei: Arthur, Germain.
Ana María Hidalgo Aleu Spanyolországban született 1959. június 19 -én. Apja, Antonio Antoine) Hidalgo, szakszervezeti funkcionárius, és varrónő foglalkozású  édesanyja, María varrónő 1962 tavaszán vándoroltak be  Franciaországba. Lányaik, Ana és Marie akkoriban 2, illetve 4 évesek voltak. Anne Hidalgo Lyon Vaise nevű kerületében nőtt fel.
1973. július 25-én, 14 éves korában, kapta meg a francia állampolgárságot, szüleivel együtt. 2003-ban újra felvette spanyol állampolgárságát, azóta kettős francia-spanyol állampolgársággal rendelkezik. Folyékonyan beszél spanyolul.

### Politikai karrierje
1994-ben lépett be a francia Szocialista Pártba. 2001. március 18-tól 2014. április 5-ig Párizs polgármesterének, Bertrand Delanoë-nek a helyettese volt.
2014 óta Párizs polgármestere.
2021 végén a Politico Europe Európa legbefolyásosabb embereinek éves rangsorában az „álmodozók” kategória 1. helyére tette. 2014-es polgármesterré választása óta törekedett Párizs élhetőbbé tételére: olyan fejlesztések kötődnek a nevéhez, mint a Szajna-partok gyalogos sétánnyá alakítása, vagy kerékpársávok létesítése olyan ikonikus sugárutakon, mint a Rue de Rivoli, ezzel csökkentve az autók által elfoglalt területet. A Covid19-pandémia felgyorsította ezeket a lépéseket, ezzel a francia főváros vezető szerepre tett szert az új mobilitási megoldások terén. A város a taktikai urbanizmus – gyors, olcsó átalakítások – laboratóriuma lett, és Carlos Moreno 15 perces város koncepcióját is magáévá tette. Következő célja a város felkészítése a 2024. évi nyári olimpiai játékokra, amely világszerte kirakatba teszi Párizst.
2021 szeptemberében bejelentette, hogy indul a 2022. évi francia elnökválasztáson.

## Könyvei
- Une femme française